# ناوشکن کلاس مرمد
دیسترویر کلاس مرمد (به انگلیسی: Mermaid-class destroyer) یک کلاس از کشتی است که طول آن ۲۱۴ فوت ۶ اینچ (۶۵٫۳۸ متر) می‌باشد.